# Angelo Tchen
Angelo Tchen (Papeete, 8 marzo 1982) è un calciatore francese nato a Tahiti, difensore del Tefana.

## Palmarès

### Club
- Tahiti Division Fédérale: 2

2010, 2011
- Tahiti Cup: 2

2010, 2011

### Nazionale
Coppa d'Oceania: 1 
2012